# Пепе Джуліан Онзіма
Пепе Джуліан Онзіма (англ. Pepe Julian Onziema; 30 листопада 1980) — угандійський захисник прав ЛГБТ і прав людини. Веде правозахисну діяльність з 2003 року.
Онзіма є програмним директором програм адвокаційної організації Sexual Minorities Uganda (SMUG), яка займається дослідженнями, документацією та збором доказів для адвокації політичних змін в Уганді. Вони також забезпечують членам ЛГБТ+ безпеку та захист від дискримінаційних злочинів на ґрунті ненависті.
У 2012 році Глобальна ініціатива Клінтона назвала його громадянином світу за його діяльність у захисті прав людини.
У 2014 році Онзіма сформував коаліцію з 55 організацій громадянського суспільства Уганди для захисту прав ЛГБТ у країні. Того року британська благодійна організація Stonewall назвала Онзіму Героєм року.
Онзіма — трансчоловік; брав участь в організації ЛГБТ-прайду в Уганді.
Станом на 2019 рік Онзіма був заарештований або затриманий сім разів, зазнаючи насильства, через яке втратив слух на ліве вухо та потребував госпіталізації.

## Особисте життя
Онзіма народилася дівчинкою. Перші сумніви щодо свого гендеру у неї з'явилися у віці 6 років, і ще більше запитань — у віці 9 років. Досягнувши віку статевого дозрівання Онзіма уже описує себе «ствердно як особу чоловічої статі». Попри можливість переїхати, він вирішив залишитися в Уганді та здійснити свій перехід у рідній країні, щоб вплинути на її культуру.
Камінг-аут він здійснив у 1990-х роках, і його мати підтримувала його увесь час, у тому числі його адвокаційну роботу.
Станом на 2020 рік він має визнання в усій своїй громаді, відвідуючи збори старост села, які прийняли його як «сина, [яким він] справді [є]».

## Інтерв'юMorning Breeze
18 грудня 2012 року його запросили на угандійське телешоу Morning Breeze, яке веде Саймон Каггва Ньяла, для участі у дебатах про сексуальні меншини та їхню ситуацію в Уганді.
Пізніше інтерв'ю переросло в бурхливу суперечку, коли до шоу приєднався пастор і активіст проти геїв Мартін Ссемпа і, намагаючись дискредитувати Онзіму, розмахував фруктами й овочами і перекрикував Ньялу англійською та лугандською мовами. Саме інтерв'ю було завантажено в Інтернет і стало предметом різноманітних інтернет-мемів із загальною назвою «Чому ти гей?» (оскільки саме це запитання було першим, яке поставив Онзімі ведучий).

## Адвокація
У 2014 році Онзіма засудив місцевий таблоїдний список «200 найкращих гомо» угандійців, багато з яких не вважали себе геями. Стаття таблоїда вийшла всього через день після підписання президентом закону про боротьбу з гомосексуалізмом, який передбачав довічне ув'язнення. Онзіма розкритикував статтю за пряме підбурювання до злочинів на ґрунті ненависті, таких як насильство та вбивства, проти членів ЛГБТ-спільноти. Зокрема, це спіткало Девіда Като, колегою Онзіми по організації Sexual Minorities Uganda, якого було вбито після публікації статті під назвою «Повісити їх».
Того року Онзіма «керував успішним оскарженням сумнозвісного закону Уганди, згідно з яким гомосексуалізм став злочином, що карається смертю». Він об'єднав 55 організацій громадянського суспільства Уганди, включаючи батьків, педагогів і опікунів, щоб «сформувати коаліцію для боротьби із законом». Радіо CBC повідомило: «Через шість місяців після ухвалення законопроєкту коаліція Онзіми здобула перемогу в суді, скасувавши закон через технічні причини».

## Нагороди та інші появи в ЗМІ
У 2013 році Пепе потрапив до шорт-листа премії David Kato Vision and Voice Award, нагороди на честь його вбитого друга та колеги, а також співробітника організації Sexual Minorities Uganda, Девіда Като.
У 2014 році він дав інтерв'ю Джону Оліверу в американській телепередачі Last Week Tonight про ситуацію з правами людини ЛГБТ в Уганді. Спочатку Онзіма був налаштований «дуже скептично» і не хотів брати участь у шоу, оскільки «покінчив із ЗМІ». Однак завдяки Оліверу Онзіма відчував комфорт і повагу, особливо коли Олівер представив Онзіму як трансчоловіка. Цей епізод позитивно вплинув на репутацію Онзіми в Уганді, в результаті чого зросла підтримка від місцевих жителів.
У 2016 році Онзіма був одним із кількох активістів, заарештованих на 5-му гей-прайді Уганди в Кампалі. Поліція затримала Онзіму та наказала іншим ув'язненим побити його так жорстоко, що він був госпіталізований через втрату слуху на ліве вухо. Поліція Уганди стверджує, що ніхто не постраждав, тоді як Онзіма стверджує, що вони не прислухаються до членів громади, які залишилися в живих і постраждали. Він стверджує, що поліція не лише застосовує фізичне насильство до членів квір-спільноти, а й завдає психологічної травми.

На Uganda Pride 2022, коли його запитали, як події тижня вписуються в глобальну боротьбу за рівність ЛГБТ, Онзіма відповів:
Уганду називають одним із найгірших місць для геїв, що означає, що всі погляди прикуті до Уганди. Для нас дуже важливо відзначати нашу видимість [серед усієї ворожнечі].